# Супек, Иван
Иван Супек (1915—2007) — югославский (хорватский) физик и писатель, член Югославской академии наук и искусств (1947).
С 1945 г. — профессор Загребского университета. Основатель и в 1950—1957 гг. — директор Института Р. Бошковича (Загреб). С 1961 г. — также президент Института философии науки и мира Югославской академии наук и искусств (Загреб). В 1991 — 1997 гг. — Президент хорватской академии наук и искусств.
Работы в области теоретической физики, атомной и ядерной физики, философии науки. Получил уравнение электрической проводимости при низких температурах. Основатель и редактор ряда научных журналов. Премия Р. Бошковича (1960).
Автор 20 романов и 18 театральных пьес исторического, философского, политического и научно-фантастического содержания.